# 馬來亞𩷶
馬來亞𩷶，為輻鰭魚綱鯰形目𩷶鯰科的其中一種，為熱帶淡水魚，分布於亞洲婆羅洲東北部Kinabatangan河流域，體長可達38.9公分，棲息在底層水域，生活習性不明。

## 扩展阅读
維基物種上的相關：馬來亞𩷶